# Oscarverleihung 1935
Übersicht aller ausgezeichneten Filme

◄ | 1931 | 1932 | 1934 | Oscarverleihung 1935 | 1936 | 1937 | 1938 | 1939 | ► | ►►

Weitere Ereignisse
Die Oscarverleihung 1935 fand am 27. Februar 1935 im Los Angeles Biltmore Hotel in Los Angeles statt. Es waren die 7th Annual Academy Awards. Im Jahr der Auszeichnung werden immer Filme des vorherigen Jahres ausgezeichnet, in diesem Fall also die Filme des Jahres 1934.
In diesem Jahr gab es erstmals die Kategorie Bester Schnitt und zwei Musikkategorien (Beste Filmmusik und Bester Song). Der Film Es geschah in einer Nacht (It Happened One Night) war der erste Film, der in den fünf Hauptkategorien (Film, Regie, Hauptdarsteller, Hauptdarstellerin und Drehbuch) gewinnen konnte.
| Film                       | N | A |
| -------------------------- | - | - |
| Das leuchtende Ziel        | 6 | 2 |
| Cleopatra                  | 5 | 1 |
| Es geschah in einer Nacht  | 5 | 5 |
| Scheidung auf amerikanisch | 5 | 1 |
| Alles liebt, alles lügt    | 4 | 0 |
| Der dünne Mann             | 4 | 0 |
| Schrei der Gehetzten       | 4 | 1 |
| Frauen am Scheidewege      | 3 | 0 |
| Liebeskadetten             | 2 | 0 |
| Der Tyrann                 | 2 | 0 |
| Weiße Parade               | 2 | 0 |

## Moderation
Irvin S. Cobb

## Gewinner und Nominierte

### Bester Film
Es geschah in einer Nacht (It Happened One Night) – Columbia
Cleopatra – Paramount
Dickschädel (Here Comes the Navy) – Warner Bros.
Der dünne Mann (The Thin Man) – Metro-Goldwyn-Mayer
Frauen am Scheidewege (Imitation of Life) – Universal
Das leuchtende Ziel (One Night of Love) – Columbia
Liebeskadetten (Flirtation Walk) – First National
Die Rothschilds (The House of Rothschild) – 20th Century Pictures
Scheidung auf amerikanisch (The Gay Divorcee) – RKO Radio
Schrei der Gehetzten (Viva Villa!) – Metro-Goldwyn-Mayer
Der Tyrann (The Barretts of Wimpole Street) – Metro-Goldwyn-Mayer
Weiße Parade (The White Parade) – Jesse L. Lasky

### Beste Regie
Frank Capra – Es geschah in einer Nacht (It Happened One Night)
Victor Schertzinger – Das leuchtende Ziel (One Night of Love)
W. S. Van Dyke – Der dünne Mann (The Thin Man)

### Beste Regieassistenz
John S. Waters – Schrei der Gehetzten (Viva Villa!)
Scott R. Beal – Frauen am Scheidewege (Imitation of Life)
Cullen Tate – Cleopatra

### Bester Hauptdarsteller
Clark Gable – Es geschah in einer Nacht (It Happened One Night)
Frank Morgan – Alles liebt, alles lügt (The Affairs of Cellini)
William Powell – Der dünne Mann (The Thin Man)

### Beste Hauptdarstellerin
Claudette Colbert – Es geschah in einer Nacht (It Happened One Night)
Bette Davis – Of Human Bondage (keine offizielle Nominierung! Davis’ Name taucht in den Statistiken der Academy nur mit Zusatz auf als write-in nominee)
Grace Moore – Das leuchtende Ziel (One Night of Love)
Norma Shearer – Der Tyrann (The Barretts of Wimpole Street)

### Bestes adaptiertes Drehbuch
Robert Riskin – Es geschah in einer Nacht (It Happened One Night)
Frances Goodrich , Albert Hackett – Der dünne Mann (The Thin Man)
Ben Hecht – Schrei der Gehetzten (Viva Villa!)

### Beste Originalgeschichte
Arthur Caesar – Manhattan Melodrama
Mauri Grashin – Gauner auf Urlaub (Hide-Out)
Norman Krasna – The Richest Girl in the World

### Beste Kamera
Victor Milner – Cleopatra
George J. Folsey – Geheimagent 13 (Operator 13)
Charles Rosher – Alles liebt, alles lügt (The Affairs of Cellini)

### Bestes Szenenbild
Cedric Gibbons, Fredric Hope – Die lustige Witwe (The Merry Widow)
Carroll Clark, Van Nest Polglase – Scheidung auf amerikanisch (The Gay Divorcee)
Richard Day – Alles liebt, alles lügt (The Affairs of Cellini)

### Beste Filmmusik
Louis Silvers – Das leuchtende Ziel (One Night of Love)
Max Steiner – Die letzte Patrouille (The Lost Patrol)
Max Steiner – Scheidung auf amerikanisch (The Gay Divorcee)

### Bester Song
„The Continental“ aus Scheidung auf amerikanisch (The Gay Divorcee) – Con Conrad, Herb Magidson
„Carioca“ aus Carioca (Flying Down to Rio) – Edward Eliscu, Gus Kahn, Vincent Youmans
„Love in Bloom“ aus She Loves Me Not – Ralph Rainger, Leo Robin

### Bester Schnitt
Conrad A. Nervig – Eskimo
Anne Bauchens – Cleopatra
Gene Milford – Das leuchtende Ziel (One Night of Love)

### Bester Ton
John P. Livadary – Das leuchtende Ziel (One Night of Love)
Carl Dreher – Scheidung auf amerikanisch (The Gay Divorcee)
Edmund H. Hansen – Weiße Parade (The White Parade)
Franklin Hansen – Cleopatra
Nathan Levinson – Liebeskadetten (Flirtation Walk)
Thomas T. Moulton – Alles liebt, alles lügt (The Affairs of Cellini)
Douglas Shearer – Schrei der Gehetzten (Viva Villa!)
Theodore Soderberg – Frauen am Scheidewege (Imitation of Life)

### Bester Kurzfilm – Cartoon
Die Schildkröte und der Hase (The Tortoise and the Hare) – Walt Disney
Holiday Land – Charles Mintz
Jolly Little Elves – Walter Lantz

### Bester Kurzfilm – Comedy
La Cucaracha – Kenneth Macgowan
Men in Black – Jules White
What, No Men! – Warner Bros.

### Bester Kurzfilm – Novelty
City of Wax – Horace Woodard, Stacy Woodard
Bosom Friends – Skibo Productions
Strikes and Spares – Pete Smith

## Besondere Auszeichnungen
- Ehrenoscar/Juvenile Award: Shirley Temple (Anerkennung ihres hervorragenden Beitrags im Bereich Filmunterhaltung im Jahre 1934) (Alter: 6 Jahre)
- Preis für Wissenschaft und Entwicklung: Electrical Research Products Inc. (for their wide range recording and reporducing system)
- Preis für Technische Verdienste: Columbia Pictures Corporation (for their application of the Vertical Cut Disc method (hill and dale recording) to actual studio production, with their recording of the sound on the picture ‘One Night of Love’) und Bell and Howell Company (for their development of the Bell and Howell Fully Automatic Sound and Picture Printer)